# Lammassaari (ö i Södra Karelen, Imatra, lat 61,34, long 28,48)
Lammassaari är en ö i Finland. Den ligger i sjön Saimen och i kommunen Ruokolax i den ekonomiska regionen  Imatra ekonomiska region  och landskapet Södra Karelen, i den södra delen av landet, 230 km nordost om huvudstaden Helsingfors. Öns area är 6,5 hektar och dess största längd är 380 meter i öst-västlig riktning.